# キャノピー (乗り物)

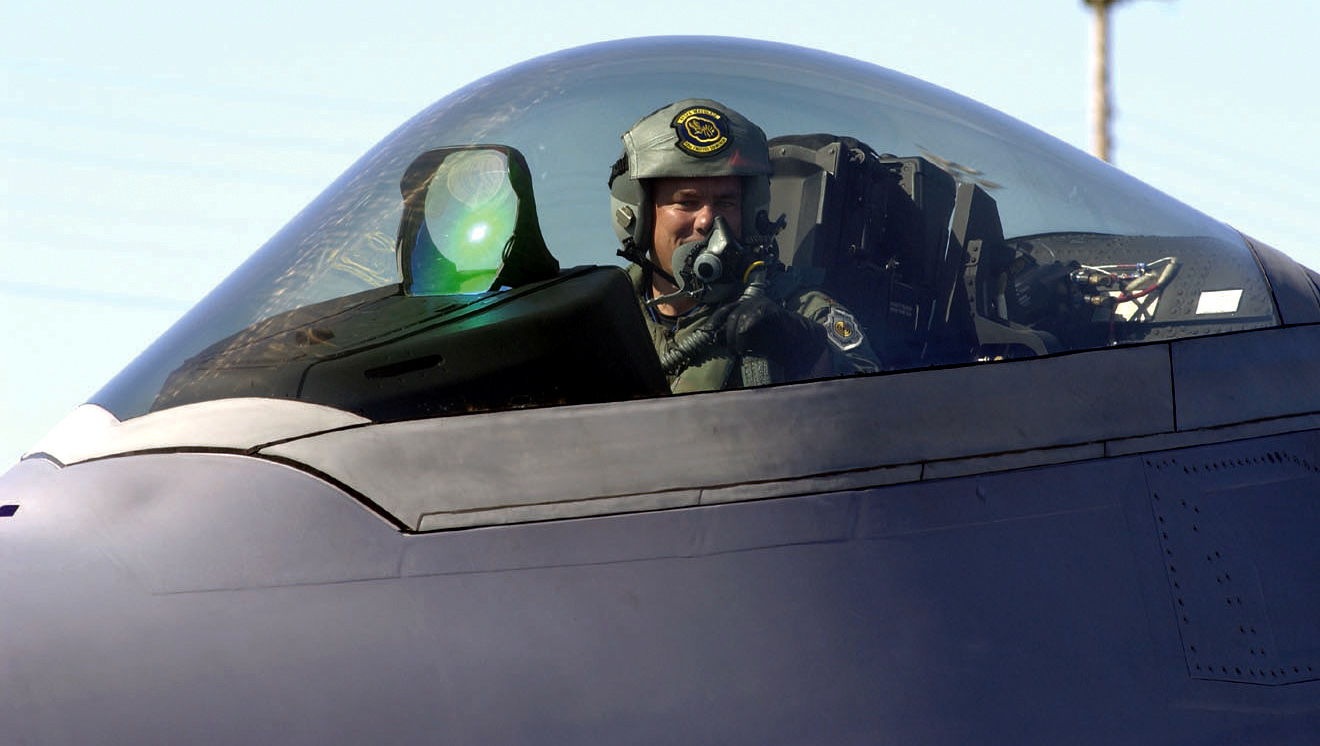
ロッキードマーティンF-22ラプターのバブルキャノピー

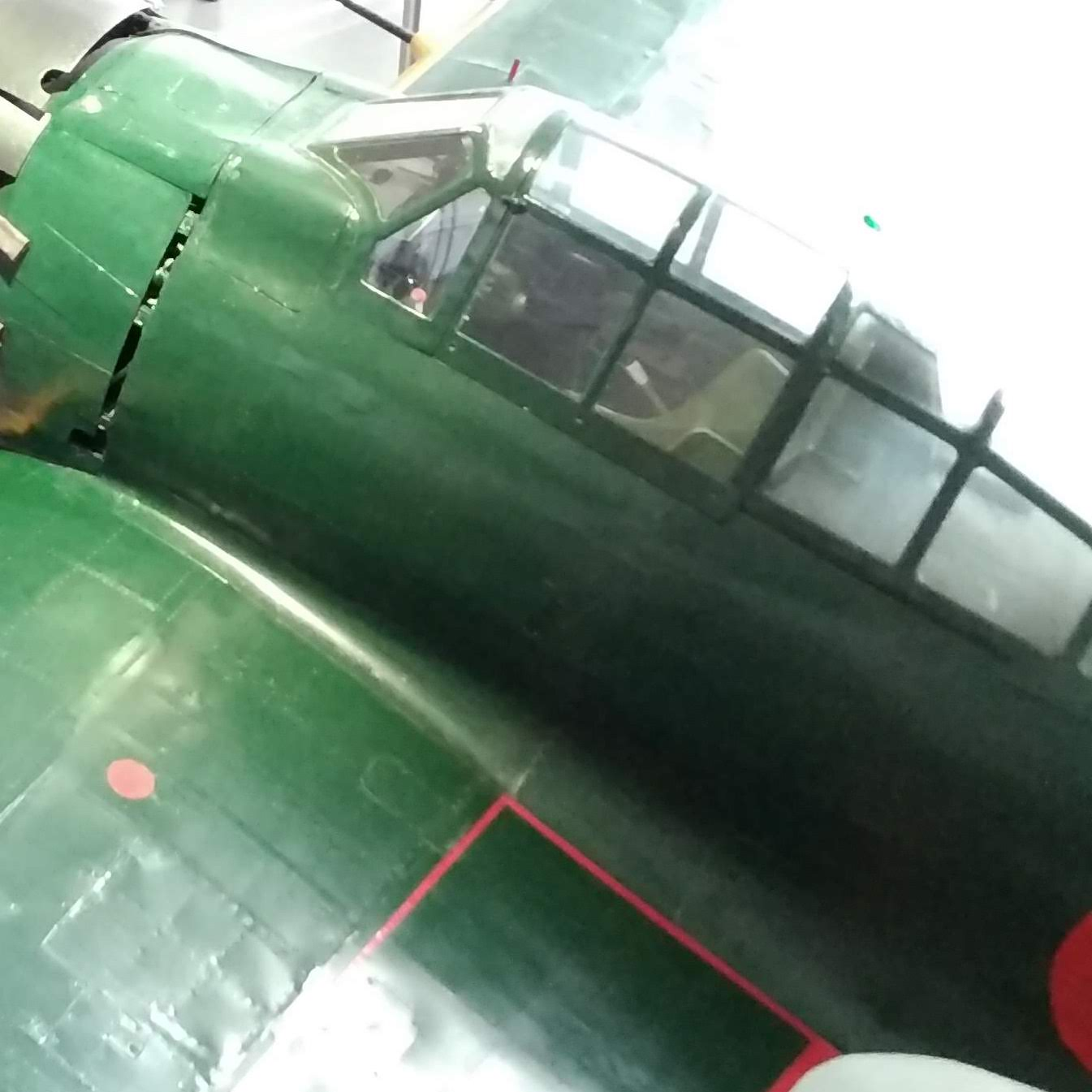
零式艦上戦闘機六二型のキャノピー。

キャノピー（英: Aircraft canopy）とは航空機や車の操縦席を覆う窓のこと。風防とも呼ばれる。可動式であり、乗降口を兼ねることが多い。
1. キャンピングカーシェル
2. 航空機キャノピー

## 歴史

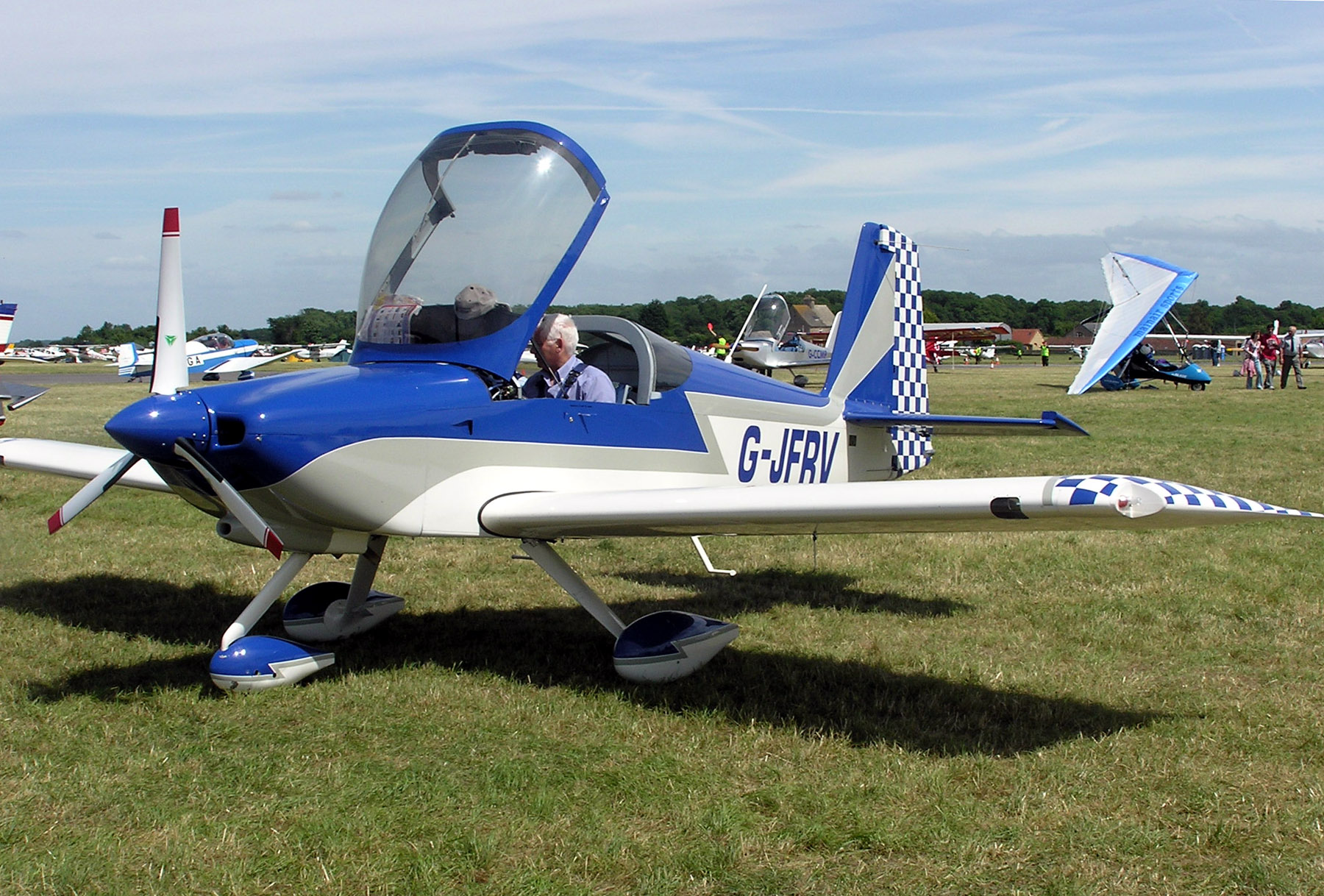
バンの航空機RV-7の上げられた天蓋

## ギャラリー

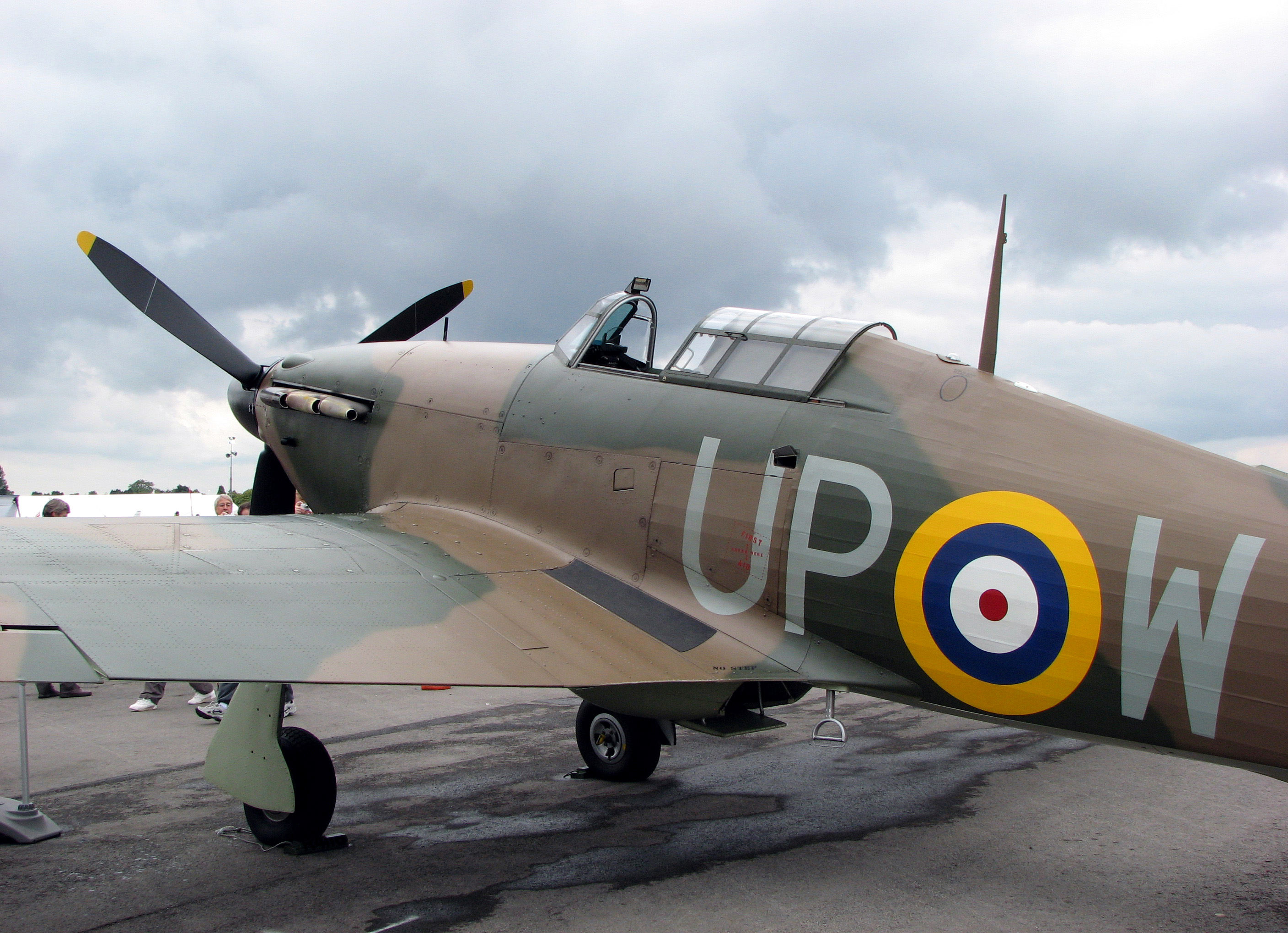
キャノピーが後方にスライドしたハリケーン
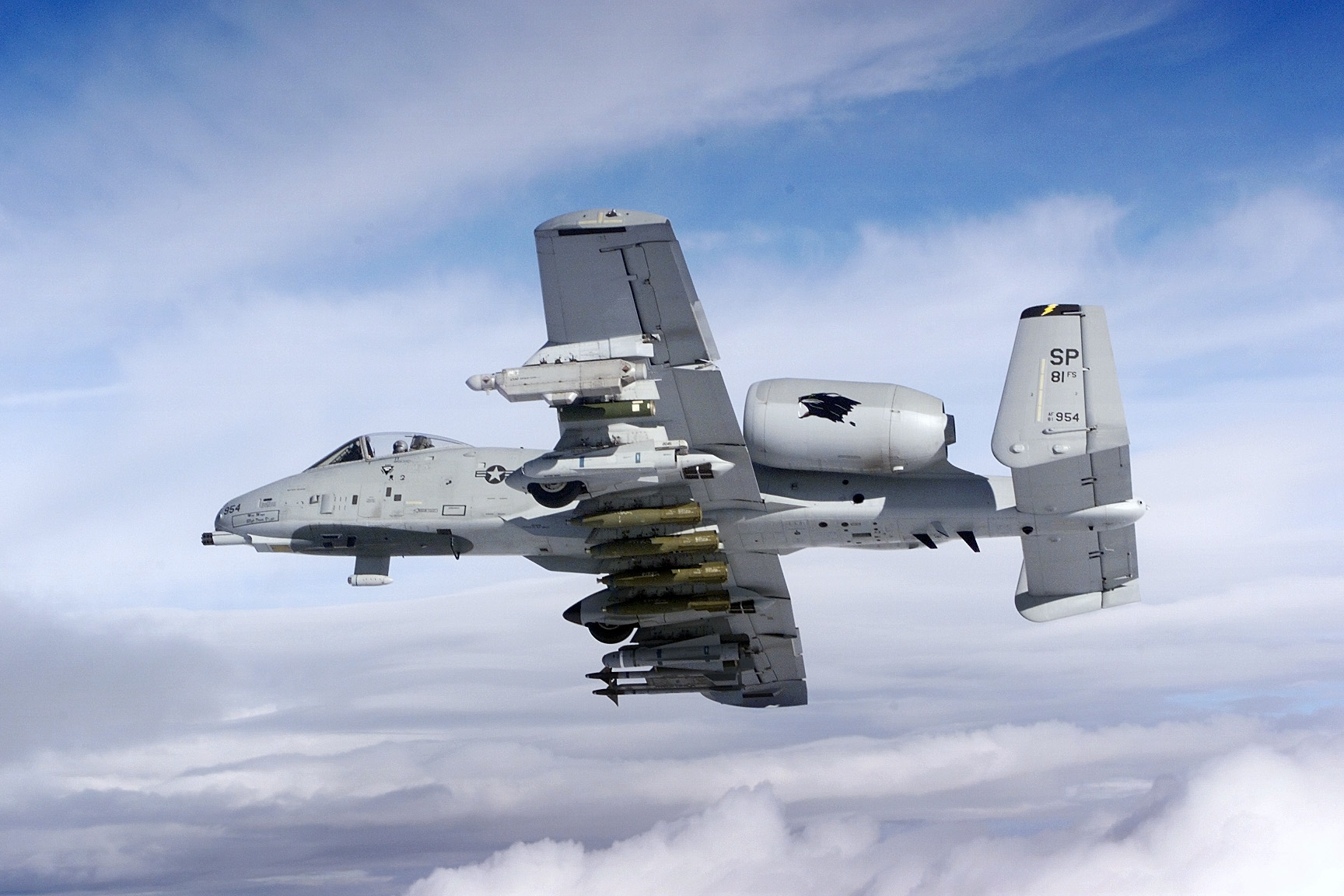
飛行機の正面の下に「偽の天蓋」が描かれたA-10サンダーボルトII
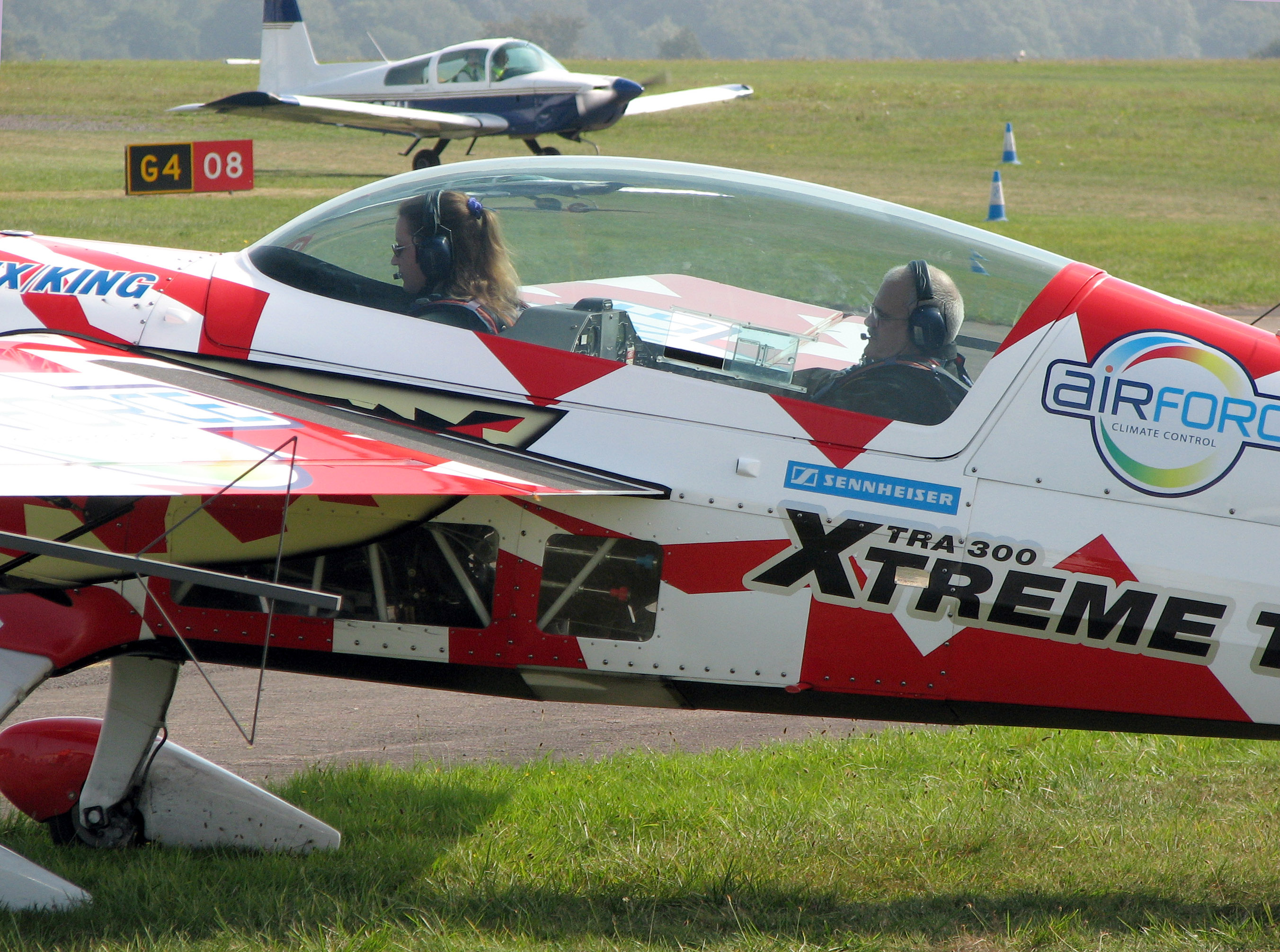
エクストラ EA-300曲技軽飛行機の低抗力キャノピー。
F-16ファイティングファルコンの放出は、キャノピーが爆薬によって航空機から吹き飛ばされたことを示している
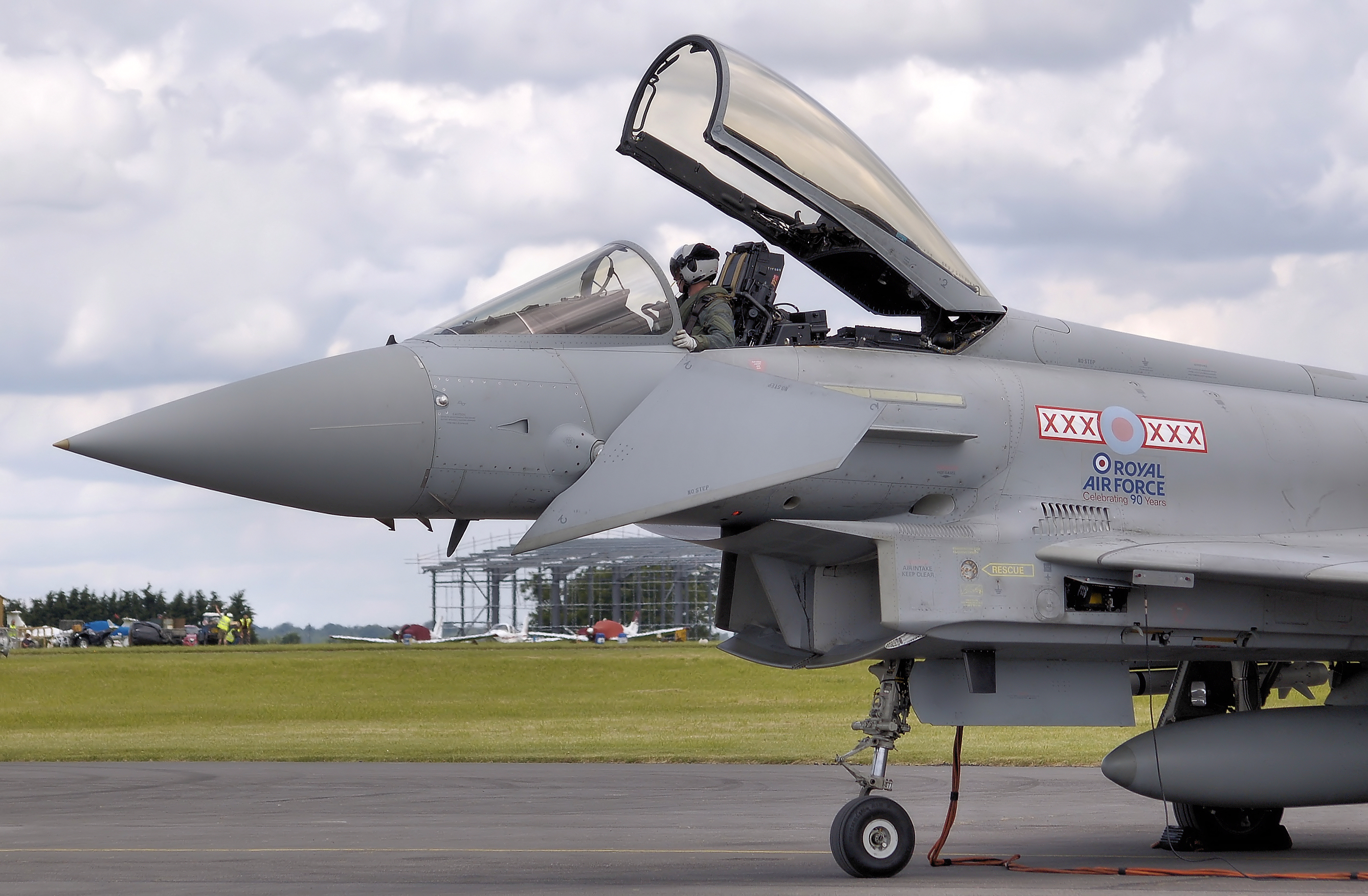
RAFのタイフーンF2の上げられた天蓋
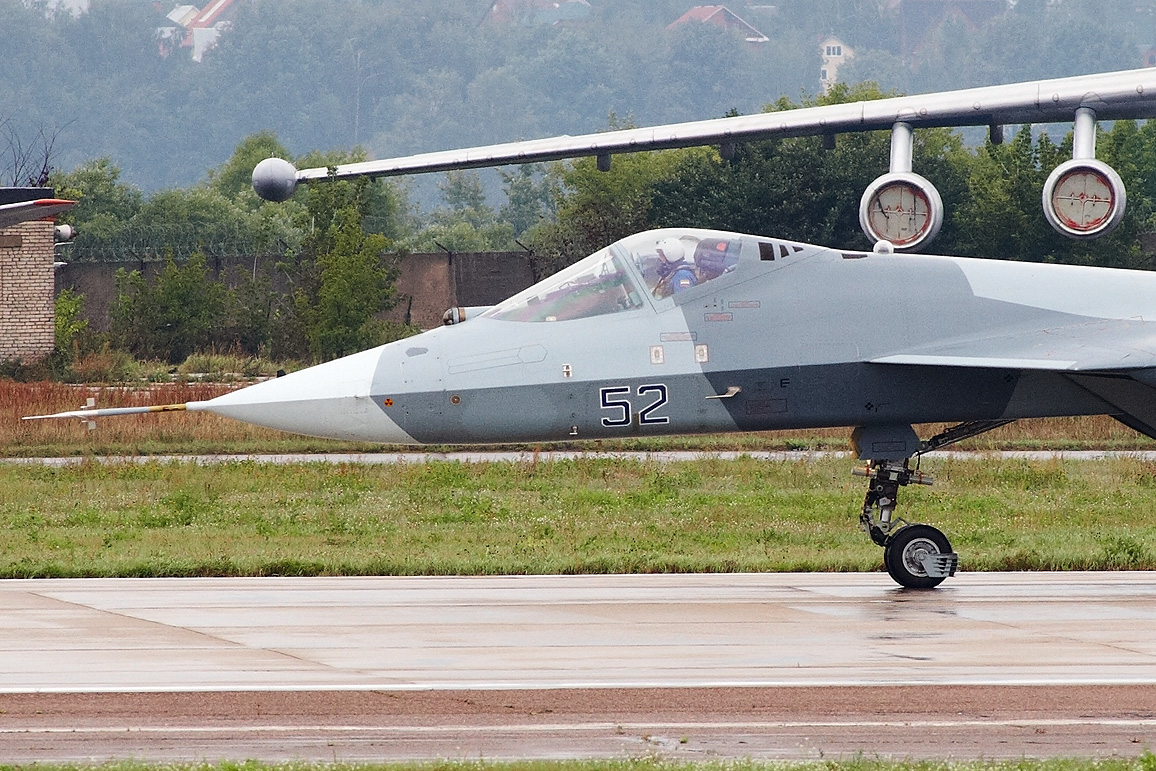
MAKS 2011でのスホーイSu-57プロトタイプ
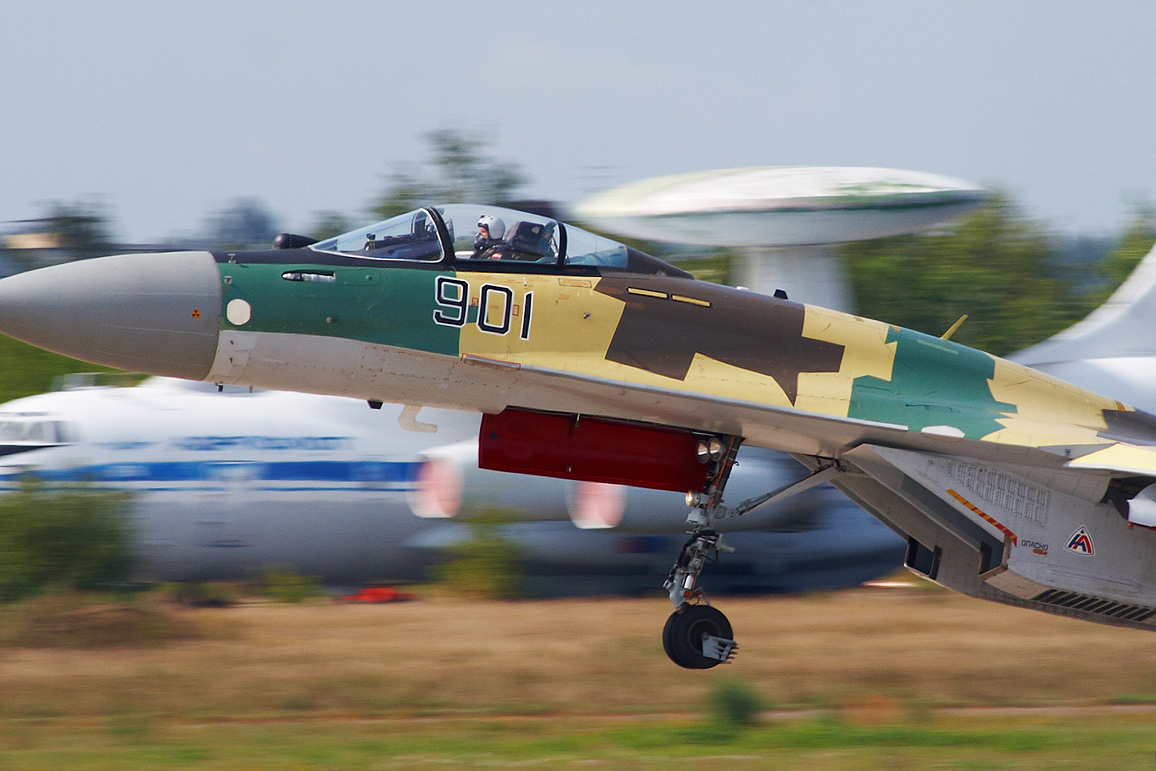
[en→ja]Sukhoi Su-35 at MAKS 2011